# Павелец (село)
Павелец — село в Скопинском районе Рязанской области России, входит в состав Павелецкого городского поселения.

## География
Село расположено на берегу реки Вёрды, в 7 км на север от центра поселения рабочего посёлка Павелец, и в 19 км на запад от райцентра города Скопина.

## История
Первоначальное построение находящейся в селе Архангельской церкви, как видно из окладных книг 1676 года, относится к 1669 году, которая в том же году и обложена была данью в количестве 2 руб. 6 алтын и 2 денег. Приход выселился внове из тутошних окольных сел и старых приходов. Церковной пашни при новоустроенной церкви было 10 четвертей в поле, а к тому ж сенных покосов на 50 копен и 88 приходских дворов. В 1734 году при Архангельской церкви значатся уже два попа, хотя количество дворов оставалось тоже, какое было в XVII столетии. В 1762 году 20 марта прихожане просили дозволения на построение, вместо прежней, существовавшей более 100 лет и обветшавшей, новой деревянной церкви в прежнее храмонаименование, которая через два года была окончена. В 1764 году октября 26-го иерей Даниил Васильев просил об освящении новопостроенной в селе Павельце церкви, что и предписано было исполнить Ряжского Дмитриева монастыря игумену Герману. Но эта церковь в 1855 году сгорела; вместо нее в 1857 году поставлена была новая деревянная церковь в честь Св. Николая, вместо которой существующая ныне каменная Архангельская церковь с приделом Никольским построена была в 1864 году. В 1847 году местным священником Прокопием Харитоновичем Успеховым открыта была сельская приходская школа, которая помещалась в его же доме и содержалась на сумму, отпускаемую Палатой Государственных Имуществ, а в 1871 году обращена в образцовое двухклассное училище, в котором Прокопий Харитонович состоит законоучителем
. 
В XIX — начале XX века село являлось центром Павелецкой волости Скопинского уезда Рязанской губернии. В 1906 году в селе находилось 409 дворов.
С 1929 года село являлось центром Павелецкого сельсовета Горловского района Рязанского округа Московской области, с 1937 года — в составе Рязанской области, с 1959 года — в составе Скопинского района, с 2005 года — в составе Павелецкого городского поселения.

## Население
| 1859 | 1897  | 1906  | 2010 | 2023 |
| ---- | ----- | ----- | ---- | ---- |
| 1778 | ↗2720 | ↗3219 | ↘272 | ↘238 |

## Инфраструктура
В селе имеются сельский клуб, почтовое отделение, молокозавод.

## Достопримечательности
В селе расположена недействующая Церковь Михаила Архангела (1864).